# Onzième circonscription des Hauts-de-Seine
La onzième circonscription des Hauts-de-Seine est l'une des 13 circonscriptions législatives françaises que compte le département des Hauts-de-Seine (92) situé en région Île-de-France.

## Description géographique et démographique

### De 1958 à 1967
La cinquante-cinquième circonscription de la Seine était composée de :
- Commune d'Issy-les-Moulineaux,
- Commune de Malakoff,
- Commune de Vanves.

### De 1967 à 1986
La Cinquante-cinquième circonscription de la Seine devient la onzième circonscription des Hauts-de-Seine.

### Depuis 1988
La onzième circonscription des Hauts-de-Seine est délimitée par le découpage électoral de la loi no 86-1197 du 24 novembre 1986, elle regroupe les divisions administratives suivantes : cantons de Bagneux, Malakoff et Montrouge.
La circonscription est peuplée de 117 659 habitants en 2010, contre 104 350 habitants en 1999.

La onzième circonscription en 1967.
La onzième circonscription en 1986.

## Historique des députations

### De 1958 à 1967
| Législature | Début de mandat  | Fin de mandat    | Député        | Parti politique | Observations                                                                             |
| ----------- | ---------------- | ---------------- | ------------- | --------------- | ---------------------------------------------------------------------------------------- |
| Ire         | 9 décembre 1958  | 9 octobre 1962   | René Plazanet | UNR             | Mandat écourté à la suite d'une dissolution parlementaire décidée par Charles de Gaulle. |
| IIe         | 6 décembre 1962  | 12 décembre 1964 | Léon Salagnac | PCF             | Remplacé par son suppléant à la suite de son décès le 12 décembre 1964.                  |
| IIe         | 12 décembre 1964 | 2 avril 1967     | Guy Ducoloné  | PCF             | Remplacé par son suppléant à la suite de son décès le 12 décembre 1964.                  |

### De 1967 à 1986
| Législature | Début de mandat  | Fin de mandat  | Député       | Parti politique | Observations |
| ----------- | ---------------- | -------------- | ------------ | --------------- | --- |
| IIIe        | 3 avril 1967     | 30 mai 1968    | Guy Ducoloné | PCF             | Mandat écourté à la suite d'une dissolution parlementaire décidée par Charles de Gaulle.                                                                       |
| IVe         | 11 juillet 1968  | 3 octobre 1968 | Guy Ducoloné | PCF             | Élection invalidée par le Conseil constitutionnel. |
| IVe         | 15 décembre 1968 | 1er avril 1973 | Guy Ducoloné | PCF             | Élection invalidée par le Conseil constitutionnel. |
| Ve          | 2 avril 1973     | 2 avril 1978   | Guy Ducoloné | PCF             | |
| VIe         | 3 avril 1978     | 22 mai 1981    | Guy Ducoloné | PCF             | Mandat écourté à la suite d'une dissolution parlementaire décidée par François Mitterrand.                                                                     |
| VIIe        | 2 juillet 1981   | 1er avril 1986 | Guy Ducoloné | PCF             | |
| VIIIe       | 2 avril 1986     | 14 mai 1988    | Aucun        | Aucun           | Proportionnelle par département, pas de député par circonscription. Mandat écourté à la suite d'une dissolution parlementaire décidée par François Mitterrand. |

### Depuis 1988
| Législature | Début de mandat | Fin de mandat  | Député               | Parti politique | Observations                                                                           |
| ----------- | --------------- | -------------- | -------------------- | --------------- | -------------------------------------------------------------------------------------- |
| IXe         | 23 juin 1988    | 1er avril 1993 | Philippe Bassinet    | PS              |                                                                                        |
| Xe          | 2 avril 1993    | 21 avril 1997  | Janine Jambu,        | PCF,            | Mandat écourté à la suite d'une dissolution parlementaire décidée par Jacques Chirac.  |
| XIe         | 12 juin 1997    | 18 juin 2002   | Janine Jambu,        | PCF,            |                                                                                        |
| XIIe        | 19 juin 2002    | 19 juin 2007   | Janine Jambu,        | PCF,            |                                                                                        |
| XIIIe       | 20 juin 2007    | 19 juin 2012   | Marie-Hélène Amiable | PCF             |                                                                                        |
| XIVe        | 20 juin 2012    | 20 juin 2017   | Julie Sommaruga      | PS              |                                                                                        |
| XVe         | 21 juin 2017    | 21 juin 2022   | Laurianne Rossi      | LREM            |                                                                                        |
| XVIe        | 22 juin 2022    | 9 juin 2024    | Aurélien Saintoul    | LFI             | Mandat écourté à la suite d'une dissolution parlementaire décidée par Emmanuel Macron. |
| XVIIe       | 8 juillet 2024  | En cours       | Aurélien Saintoul    | LFI             |                                                                                        |

## Historique des élections

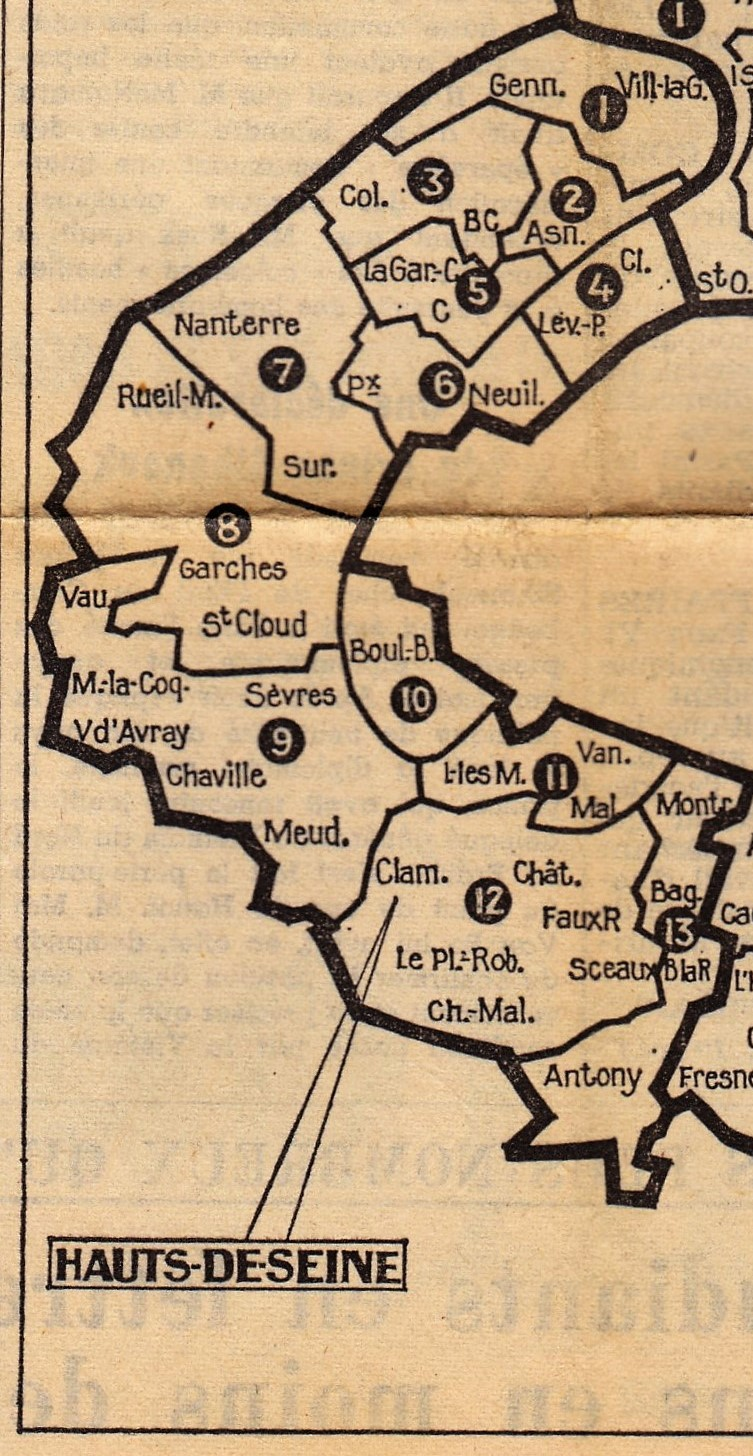
Circonscriptions électorales du département des Hauts de Seine de 1967 à 1981.

### Élections de 1967
| Candidat       | Candidat         | Parti                     | Premier tour | Premier tour | Second tour | Second tour |  |
| Candidat       | Candidat         | Parti                     | Voix         | %            | Voix        | %           |  |
| -------------- | ---------------- | ------------------------- | ------------ | ------------ | ----------- | ----------- |  |
|                | Guy Ducoloné élu | PCF                       | 21 128       | 37,8         | 27 754      | 53,36       |  |
|                | André Roche      | UD-Ve                     | 13 789       | 24,67        | 24 261      | 46,64       |  |
|                | Michel Moulun    | Divers droite (Gaulliste) | 6 086        | 10,89        |             |             |  |
|                | Henri Arsac      | CD (PDM)                  | 5 424        | 9,7          |             |             |  |
|                | Jacques Leclère  | FGDS (CIR)                | 5 158        | 9,23         |             |             |  |
|                | Roger Dauphin    | PSU                       | 3 462        | 6,19         |             |             |  |
|                | Roger Follet     | Divers droite (Gaulliste) | 842          | 1,51         |             |             |  |
|                |                  |                           |              |              |             |             |  |
| Inscrits       | Inscrits         | Inscrits                  | 67 524       | 100,00       | 67 524      | 100,00      |  |
| Abstentions    | Abstentions      | Abstentions               | 10 626       | 15,74        | 13 083      | 19,38       |  |
| Votants        | Votants          | Votants                   | 56 898       | 84,26        | 54 441      | 80,62       |  |
| Blancs et nuls | Blancs et nuls   | Blancs et nuls            | 1 009        | 1,77         | 2 426       | 4,46        |  |
| Exprimés       | Exprimés         | Exprimés                  | 55 889       | 98,23        | 52 015      | 95,54       |  |

Le suppléant de Guy Ducoloné était  Léopold Figuères, ouvrier typographe, conseiller général, maire de Malakoff, ancien député des Pyrénées-Orientales.

### Élections de 1968
| Candidat       | Candidat                   | Parti          | Premier tour | Premier tour | Second tour | Second tour |  |
| Candidat       | Candidat                   | Parti          | Voix         | %            | Voix        | %           |  |
| -------------- | -------------------------- | -------------- | ------------ | ------------ | ----------- | ----------- |  |
|                | Roger Barberot             | UDR (URP)      | 19 852       | 37,7         | 24 474      | 49,92       |  |
|                | Guy Ducoloné sortant réélu | PCF            | 18 329       | 34,81        | 24 551      | 50,08       |  |
|                | Jean Laronde               | CNIP (PDM)     | 7 204        | 13,68        | Retrait     | Retrait     |  |
|                | Jean-Marie Vincent         | PSU            | 3 248        | 6,17         |             |             |  |
|                | Thomas Grjebine            | FGDS (CIR)     | 2 927        | 5,56         |             |             |  |
|                | J.-L. Postif               | TD             | 1 092        | 2,07         |             |             |  |
|                |                            |                |              |              |             |             |  |
| Inscrits       | Inscrits                   | Inscrits       | 66 456       | 100,00       | 66 434      | 100,00      |  |
| Abstentions    | Abstentions                | Abstentions    | 13 305       | 20,02        | 15 709      | 23,65       |  |
| Votants        | Votants                    | Votants        | 53 151       | 79,98        | 50 725      | 76,35       |  |
| Blancs et nuls | Blancs et nuls             | Blancs et nuls | 499          | 0,94         | 1 700       | 3,35        |  |
| Exprimés       | Exprimés                   | Exprimés       | 52 652       | 99,06        | 49 025      | 96,65       |  |

Le suppléant de Guy Ducoloné était Léo Figuères, typographe, conseiller général, maire de Malakoff.
Le conseil constitutionnel invalide l'élection au motif que les feuilles de dépouillements sont incorrectes et que les résultats ne peuvent plus être certifiés.

### Élections partielles de 1968
| Candidat | Candidat                   | Parti          | Premier tour | Premier tour | Second tour | Second tour |  |
| Candidat | Candidat                   | Parti          | Voix         | %            | Voix        | %           |  |
| --- | -------------------------- | -------------- | ------------ | ------------ | ----------- | ----------- |  |
| | Roger Barberot             | UDR            | 13 768       | 33,97        | 17 456      | 43,68       |  |
| | Guy Ducoloné sortant réélu | PCF            | 19 367       | 47,78        | 22 490      | 56,32       |  |
| | Jean Laronde               | CD             | 5 314        | 13,11        |             |             |  |
| | Jean-Marie Vincent         | PSU            | 1 290        | 3,18         |             |             |  |
| | Rémy Mourin                | FGDS (CIR)     | 789          | 1,95         |             |             |  |
| |                            |                |              |              |             |             |  |
| Inscrits | Inscrits                   | Inscrits       | 65 249       | 100,00       | 65 249      | 100,00      |  |
| Abstentions | Abstentions                | Abstentions    | 24 270       | 37,2         | 23 426      | 35,9        |  |
| Votants | Votants                    | Votants        | 40 979       | 62,8         | 41 823      | 64,1        |  |
| Blancs et nuls | Blancs et nuls             | Blancs et nuls | 451          | 1,1          | 1 427       | 3,41        |  |
| Exprimés | Exprimés                   | Exprimés       | 40 528       | 98,9         | 40 396      | 96,59       |  |
| Source : France, Ministère de l'intérieur. Les Elections législatives . Métropole., la Documentation française, 1974 (lire en ligne) |                            |                |              |              |             |             |  |

### Élections de 1973
| Candidat       | Candidat                   | Parti                     | Premier tour | Premier tour | Second tour | Second tour |  |
| Candidat       | Candidat                   | Parti                     | Voix         | %            | Voix        | %           |  |
| -------------- | -------------------------- | ------------------------- | ------------ | ------------ | ----------- | ----------- |  |
|                | Guy Ducoloné sortant réélu | PCF                       | 19 922       | 38,99        | 26 786      | 55,03       |  |
|                | Alain Madelin              | RI (URP)                  | 12 196       | 23,87        | 21 886      | 44,97       |  |
|                | Jean Laronde               | CD (MR)                   | 8 522        | 16,68        | Retrait     | Retrait     |  |
|                | Marcel Spriet              | PS (UGSD)                 | 5 660        | 11,08        |             |             |  |
|                | Jean-Claude Pichenot       | PSU                       | 2 018        | 3,95         |             |             |  |
|                | Paul Palacio               | LO                        | 880          | 1,72         |             |             |  |
|                | Christian Mouquet          | FN                        | 786          | 1,54         |             |             |  |
|                | Roger Uzan                 | Divers droite             | 553          | 1,08         |             |             |  |
|                | Claude Hilbert             | Divers droite (Gaulliste) | 525          | 1,03         |             |             |  |
|                | J. Payen                   | FP                        | 35           | 0,07         |             |             |  |
|                |                            |                           |              |              |             |             |  |
| Inscrits       | Inscrits                   | Inscrits                  | 63 723       | 100,00       | 63 724      | 100,00      |  |
| Abstentions    | Abstentions                | Abstentions               | 11 740       | 18,42        | 12 550      | 19,69       |  |
| Votants        | Votants                    | Votants                   | 51 983       | 81,58        | 51 174      | 80,31       |  |
| Blancs et nuls | Blancs et nuls             | Blancs et nuls            | 886          | 1,7          | 2 502       | 4,89        |  |
| Exprimés       | Exprimés                   | Exprimés                  | 51 097       | 98,3         | 48 672      | 95,11       |  |

Le suppléant de Guy Ducoloné était Léo Figuères.

### Élections de 1978
| Candidat       | Candidat                   | Parti          | Premier tour | Premier tour | Second tour | Second tour |  |
| Candidat       | Candidat                   | Parti          | Voix         | %            | Voix        | %           |  |
| -------------- | -------------------------- | -------------- | ------------ | ------------ | ----------- | ----------- |  |
|                | Guy Ducoloné sortant réélu | PCF            | 17 525       | 33,47        | 27 247      | 52,36       |  |
|                | André Santini              | UDF (MDSF)     | 14 598       | 27,88        | 24 790      | 47,64       |  |
|                | Jacques Thibault           | PS             | 8 593        | 16,41        | Retrait     | Retrait     |  |
|                | Dominique Baschet          | UDF (Rad)      | 5 409        | 10,33        |             |             |  |
|                | Christine Roux             | Écologie 78    | 2 015        | 3,85         |             |             |  |
|                | Evelyne Pichenot           | PSU (FA)       | 1 026        | 1,96         |             |             |  |
|                | Bernard Trigaud            | MDD            | 883          | 1,69         |             |             |  |
|                | Roger Follet               | Divers         | 672          | 1,28         |             |             |  |
|                | Jean-Marie Richier         | MRG            | 537          | 1,03         |             |             |  |
|                | Michèle Villanueva         | LO             | 488          | 0,93         |             |             |  |
|                | Michel Senaud              | FN             | 285          | 0,54         |             |             |  |
|                | Yann Cochon                | LCR            | 241          | 0,46         |             |             |  |
|                | Nicole Balland             | UOPDP          | 90           | 0,17         |             |             |  |
|                |                            |                |              |              |             |             |  |
| Inscrits       | Inscrits                   | Inscrits       | 66 048       | 100,00       | 66 038      | 100,00      |  |
| Abstentions    | Abstentions                | Abstentions    | 13 003       | 19,69        | 12 072      | 18,28       |  |
| Votants        | Votants                    | Votants        | 53 045       | 80,31        | 53 966      | 81,72       |  |
| Blancs et nuls | Blancs et nuls             | Blancs et nuls | 683          | 1,29         | 1 929       | 3,57        |  |
| Exprimés       | Exprimés                   | Exprimés       | 52 362       | 98,71        | 52 037      | 96,43       |  |

Le suppléant de Guy Ducoloné était Léo Figuères.

### Élections de 1981
| Candidat       | Candidat                   | Parti          | Premier tour | Premier tour | Second tour | Second tour |  |
| Candidat       | Candidat                   | Parti          | Voix         | %            | Voix        | %           |  |
| -------------- | -------------------------- | -------------- | ------------ | ------------ | ----------- | ----------- |  |
|                | André Santini              | UDF (MDS)      | 15 323       | 35,07        | 20 005      | 45,50       |  |
|                | Guy Ducoloné sortant réélu | PCF            | 12 695       | 29,06        | 23 966      | 54,50       |  |
|                | Michel Margnes             | PS             | 12 299       | 28,15        | Retrait     | Retrait     |  |
|                | Guillain Genest            | MÉP            | 1 527        | 3,49         |             |             |  |
|                | René-Paul Delpeuch         | Divers (GO)    | 785          | 1,79         |             |             |  |
|                | Bruno Goussault            | PSU            | 537          | 1,23         |             |             |  |
|                | Paul Palacio               | LO             | 204          | 0,46         |             |             |  |
|                | Emmanuelle Dupuy           | LCR            | 190          | 0,43         |             |             |  |
|                | Didier Bierjon             | Extrême gauche | 127          | 0,29         |             |             |  |
|                |                            |                |              |              |             |             |  |
| Inscrits       | Inscrits                   | Inscrits       | 64 576       | 100,00       | 64 569      | 100,00      |  |
| Abstentions    | Abstentions                | Abstentions    | 20 507       | 31,76        | 18 732      | 29,01       |  |
| Votants        | Votants                    | Votants        | 44 069       | 68,24        | 45 837      | 70,99       |  |
| Blancs et nuls | Blancs et nuls             | Blancs et nuls | 382          | 0,87         | 1 866       | 4,07        |  |
| Exprimés       | Exprimés                   | Exprimés       | 43 687       | 99,13        | 43 971      | 95,93       |  |

Le suppléant de Guy Ducoloné était Léo Figuères.

### Élections de 1988
| Candidat       | Candidat                        | Parti          | Premier tour | Premier tour | Second tour | Second tour |  |
| Candidat       | Candidat                        | Parti          | Voix         | %            | Voix        | %           |  |
| -------------- | ------------------------------- | -------------- | ------------ | ------------ | ----------- | ----------- |  |
|                | Philippe Bassinet sortant réélu | PS             | 12 138       | 30,86        | 23 436      | 58,54       |  |
|                | Gérard Trouvé                   | UDF (PR) (URC) | 11 668       | 29,66        | 16 597      | 41,46       |  |
|                | Guy Ducoloné sortant            | PCF            | 10 501       | 26,69        | Retrait     | Retrait     |  |
|                | Olivier Pichon                  | FN             | 3 946        | 10,03        |             |             |  |
|                | Jean Lafferriere                | LCR            | 651          | 1,65         |             |             |  |
|                | Michel Clerget                  | Divers droite  | 434          | 1,1          |             |             |  |
|                | Jean-Marie Autran               | Extrême droite | 0            | 0            |             |             |  |
|                |                                 |                |              |              |             |             |  |
| Inscrits       | Inscrits                        | Inscrits       | 66 212       | 100,00       | 66 212      | 100,00      |  |
| Abstentions    | Abstentions                     | Abstentions    | 26 421       | 39,9         | 24 883      | 37,58       |  |
| Votants        | Votants                         | Votants        | 39 791       | 60,1         | 41 329      | 62,42       |  |
| Blancs et nuls | Blancs et nuls                  | Blancs et nuls | 453          | 1,14         | 1 296       | 3,14        |  |
| Exprimés       | Exprimés                        | Exprimés       | 39 338       | 98,86        | 40 033      | 96,86       |  |

La suppléante de Philippe Bassinet était Monique Macherey, assistante parlementaire, maire adjointe de Bagneux.

### Élections de 1993
| Candidat       | Candidat                  | Parti                      | Premier tour | Premier tour | Second tour | Second tour |  |
| Candidat       | Candidat                  | Parti                      | Voix         | %            | Voix        | %           |  |
| -------------- | ------------------------- | -------------------------- | ------------ | ------------ | ----------- | ----------- |  |
|                | Alain Robert              | RPR (UPF)                  | 12 729       | 32,11        | 18 130      | 46,46       |  |
|                | Janine Jambu élue         | PCF                        | 9 037        | 22,8         | 20 896      | 53,54       |  |
|                | Philippe Bassinet sortant | PS (ADFP)                  | 6 604        | 16,66        |             |             |  |
|                | Raoul Raketitch           | FN                         | 4 225        | 10,66        |             |             |  |
|                | Monique Macherey          | GÉ (EÉ)                    | 3 629        | 9,16         |             |             |  |
|                | Marie-France Nguyen       | LT-LNÉ                     | 834          | 2,1          |             |             |  |
|                | Pierre Bonelli            | MDD                        | 618          | 1,56         |             |             |  |
|                | Louis Pirois              | LO                         | 567          | 1,43         |             |             |  |
|                | Marie-José Bertinelli     | Divers écologiste          | 401          | 1,01         |             |             |  |
|                | Henri Afonso              | Divers écologiste          | 333          | 0,84         |             |             |  |
|                | Yves Bourdin              | PT                         | 245          | 0,62         |             |             |  |
|                | Vivette Le Corguille      | LCR                        | 192          | 0,48         |             |             |  |
|                | Martial Poussier          | Divers gauche (Maj. prés.) | 156          | 0,39         |             |             |  |
|                | Serge Ayoub               | Extrême droite             | 68           | 0,17         |             |             |  |
|                |                           |                            |              |              |             |             |  |
| Inscrits       | Inscrits                  | Inscrits                   | 63 341       | 100,00       | 63 341      | 100,00      |  |
| Abstentions    | Abstentions               | Abstentions                | 22 259       | 35,14        | 21 875      | 34,54       |  |
| Votants        | Votants                   | Votants                    | 41 082       | 64,86        | 41 466      | 65,46       |  |
| Blancs et nuls | Blancs et nuls            | Blancs et nuls             | 1 444        | 3,51         | 2 440       | 5,88        |  |
| Exprimés       | Exprimés                  | Exprimés                   | 39 638       | 96,49        | 39 026      | 94,12       |  |

Le suppléant de Janine Jambu était Léo Figuères, conseiller général du canton de Malakoff, maire de Malakoff .

### Élections de 1997
| Candidat       | Candidat                   | Parti             | Premier tour | Premier tour | Second tour | Second tour |  |
| Candidat       | Candidat                   | Parti             | Voix         | %            | Voix        | %           |  |
| -------------- | -------------------------- | ----------------- | ------------ | ------------ | ----------- | ----------- |  |
|                | Janine Jambu sortant réélu | PCF               | 11 225       | 29,76        | 21 842      | 57,43       |  |
|                | Jean-Loup Metton           | UDF (PR)          | 9 506        | 25,2         | 16 188      | 42,57       |  |
|                | Philippe Bassinet          | PS                | 7 320        | 19,41        |             |             |  |
|                | Raoul Raketitch            | FN                | 4 621        | 12,25        |             |             |  |
|                | Brigitte Bourges           | Divers            | 1 214        | 3,22         |             |             |  |
|                | Roger Ragot                | GÉ                | 972          | 2,58         |             |             |  |
|                | Louis Pirois               | LO                | 965          | 2,56         |             |             |  |
|                | Roland de Baudry d'Asson   | LDI (MPF)         | 707          | 1,87         |             |             |  |
|                | Jérôme Batifol             | US4J              | 350          | 0,93         |             |             |  |
|                | Michèle Garo               | LCR               | 240          | 0,64         |             |             |  |
|                | Yves Bourdin               | PT                | 178          | 0,47         |             |             |  |
|                | Patrick Fages              | Divers écologiste | 176          | 0,47         |             |             |  |
|                | Anne-Marie Deiss           | Divers            | 173          | 0,46         |             |             |  |
|                | Françoise Sabatié          | IR                | 51           | 0,14         |             |             |  |
|                | Robert Prunier             | Divers droite     | 21           | 0,06         |             |             |  |
|                |                            |                   |              |              |             |             |  |
| Inscrits       | Inscrits                   | Inscrits          | 61 383       | 100,00       | 61 383      | 100,00      |  |
| Abstentions    | Abstentions                | Abstentions       | 22 564       | 36,76        | 21 406      | 34,87       |  |
| Votants        | Votants                    | Votants           | 38 819       | 63,24        | 39 977      | 65,13       |  |
| Blancs et nuls | Blancs et nuls             | Blancs et nuls    | 1 100        | 2,83         | 1 947       | 4,87        |  |
| Exprimés       | Exprimés                   | Exprimés          | 37 719       | 97,17        | 38 030      | 95,13       |  |

La suppléante de Janine Jambu était Catherine Margaté, maire de Malakoff, conseillère générale du canton de Malakoff, animatrice.

### Élections de 2002
| Candidat       | Candidat                     | Parti            | Premier tour | Premier tour | Second tour | Second tour |  |
| Candidat       | Candidat                     | Parti            | Voix         | %            | Voix        | %           |  |
| -------------- | ---------------------------- | ---------------- | ------------ | ------------ | ----------- | ----------- |  |
|                | Janine Jambu sortante réélue | PCF              | 10 005       | 26,33        | 19 044      | 54,35       |  |
|                | Jean-Loup Metton             | UDF              | 8 914        | 23,46        | 15 993      | 45,65       |  |
|                | Catherine Picard             | PS               | 7 512        | 19,77        |             |             |  |
|                | Silva Matricon               | UMP              | 5 166        | 13,6         |             |             |  |
|                | Jean-Pierre Schmitt          | FN               | 2 777        | 7,31         |             |             |  |
|                | Carmelina de Pablo           | Les Verts        | 1 111        | 2,92         |             |             |  |
|                | Olivier Barberousse          | LCR              | 700          | 1,84         |             |             |  |
|                | Danielle Cros-Rabuat         | Pôle républicain | 455          | 1,2          |             |             |  |
|                | François Leandri             | Cap21            | 302          | 0,79         |             |             |  |
|                | Marie-Thérèse Galateau       | MNR              | 288          | 0,76         |             |             |  |
|                | Louis Pirois                 | LO               | 284          | 0,75         |             |             |  |
|                | Bernard Tattegrain           | GÉ               | 190          | 0,5          |             |             |  |
|                | Roland Schuh                 | PT               | 139          | 0,37         |             |             |  |
|                | Bernard Daridan              | Divers gauche    | 64           | 0,17         |             |             |  |
|                | Alain Ducrocq                | Divers           | 39           | 0,1          |             |             |  |
|                | William Dupré                | Divers           | 33           | 0,09         |             |             |  |
|                | Jean-Luc Julien              | Divers           | 19           | 0,05         |             |             |  |
|                |                              |                  |              |              |             |             |  |
| Inscrits       | Inscrits                     | Inscrits         | 59 550       | 100,00       | 59 550      | 100,00      |  |
| Abstentions    | Abstentions                  | Abstentions      | 21 096       | 35,43        | 23 501      | 39,46       |  |
| Votants        | Votants                      | Votants          | 38 454       | 64,57        | 36 049      | 60,54       |  |
| Blancs et nuls | Blancs et nuls               | Blancs et nuls   | 456          | 1,19         | 1 012       | 2,81        |  |
| Exprimés       | Exprimés                     | Exprimés         | 37 998       | 98,81        | 35 037      | 97,19       |  |

La suppléante de Janine Jambu était Catherine Margaté.

### Élections de 2007
| Candidat       | Candidat                  | Parti          | Premier tour | Premier tour | Second tour | Second tour |  |
| Candidat       | Candidat                  | Parti          | Voix         | %            | Voix        | %           |  |
| -------------- | ------------------------- | -------------- | ------------ | ------------ | ----------- | ----------- |  |
|                | Jean-Loup Metton          | LC             | 14 424       | 36,32        | 15 570      | 41,42       |  |
|                | Marie-Hélène Amiable élue | PCF            | 10 882       | 27,4         | 22 016      | 58,58       |  |
|                | Catherine Picard          | PS             | 9 089        | 22,88        |             |             |  |
|                | Carmelina de Pablo        | Les Verts      | 1 534        | 3,86         |             |             |  |
|                | Hubert Bonjean            | FN             | 1 294        | 3,26         |             |             |  |
|                | Olivier Barberousse       | LCR            | 999          | 2,52         |             |             |  |
|                | Sébastien Dadare          | Divers         | 460          | 1,16         |             |             |  |
|                | Marie-Thérèse Galateau    | MNR            | 332          | 0,84         |             |             |  |
|                | Malika Kadri              | Divers         | 231          | 0,58         |             |             |  |
|                | Juliette Sauvanaud        | LO             | 180          | 0,45         |             |             |  |
|                | Dominique Teixeira        | PT             | 152          | 0,38         |             |             |  |
|                | Patrick Boukhedimi        | diss. PCF      | 140          | 0,35         |             |             |  |
|                | Denis Morillère           | Divers         | 0            | 0            |             |             |  |
|                |                           |                |              |              |             |             |  |
| Inscrits       | Inscrits                  | Inscrits       | 65 593       | 100,00       | 65 594      | 100,00      |  |
| Abstentions    | Abstentions               | Abstentions    | 25 281       | 38,54        | 27 133      | 41,37       |  |
| Votants        | Votants                   | Votants        | 40 312       | 61,46        | 38 461      | 58,63       |  |
| Blancs et nuls | Blancs et nuls            | Blancs et nuls | 595          | 1,48         | 875         | 2,28        |  |
| Exprimés       | Exprimés                  | Exprimés       | 39 717       | 98,52        | 37 586      | 97,72       |  |

### Élections de 2012
| Candidat       | Candidat                      | Parti                     | Premier tour | Premier tour | Second tour | Second tour |
| Candidat       | Candidat                      | Parti                     | Voix         | %            | Voix        | %           |
| -------------- | ----------------------------- | ------------------------- | ------------ | ------------ | ----------- | ----------- |
|                | Julie Sommaruga élue          | PS                        | 11 681       | 29,93        | 23 242      | 64,22       |
|                | Marie-Hélène Amiable sortante | FG (PCF)                  | 11 399       | 29,20        | Retrait     | Retrait     |
|                | Jean-Loup Metton              | NC (UMP)                  | 9 428        | 24,15        | 12 950      | 35,78       |
|                | Marie de Fontenailles         | FN                        | 2 564        | 6,57         |             |             |
|                | Rodéric Aarsse                | EÉLV (MÉI)                | 1 368        | 3,50         |             |             |
|                | Baptiste Marcel               | Divers (Pirate)           | 603          | 1,54         |             |             |
|                | Mehdi Benhabri                | MoDem                     | 573          | 1,47         |             |             |
|                | Jean-Éric Branaa              | Divers écologiste (Cap21) | 295          | 0,76         |             |             |
|                | Aurélie Bocher                | Divers droite (PCD)       | 244          | 0,63         |             |             |
|                | Nadine Bourhis                | Divers écologiste (AÉI)   | 214          | 0,55         |             |             |
|                | Cédric Legendre               | Divers droite (CNIP)      | 159          | 0,41         |             |             |
|                | Alain Jacques                 | Extrême gauche (NPA)      | 144          | 0,37         |             |             |
|                | Juliette Sauvanaud            | Extrême gauche (LO)       | 118          | 0,30         |             |             |
|                | Jean-Luc Le Devehat           | Extrême gauche (POI)      | 100          | 0,26         |             |             |
|                | Jean-Paul Rouillac            | Extrême gauche            | 72           | 0,18         |             |             |
|                | Sébastien Haujard             | Divers droite (RS)        | 71           | 0,18         |             |             |
|                |                               |                           |              |              |             |             |
| Inscrits       | Inscrits                      | Inscrits                  | 67 356       | 100,00       | 67 356      | 100,00      |
| Abstentions    | Abstentions                   | Abstentions               | 27 936       | 41,48        | 29 876      | 44,36       |
| Votants        | Votants                       | Votants                   | 39 420       | 58,52        | 37 480      | 55,64       |
| Blancs et nuls | Blancs et nuls                | Blancs et nuls            | 387          | 0,98         | 1 288       | 3,44        |
| Exprimés       | Exprimés                      | Exprimés                  | 39 033       | 99,02        | 36 192      | 96,56       |

### Élections de 2017
Les élections législatives françaises de 2017 ont lieu les dimanches 11 et 18 juin 2017.
|                                                                                |                                                                                              |                           |                           |                          |                          |
|                                                                                |                                                                                              | Premier tour 11 juin 2017 | Premier tour 11 juin 2017 | Second tour 18 juin 2017 | Second tour 18 juin 2017 |
|                                                                                |                                                                                              |                           |                           |                          |                          |
|                                                                                |                                                                                              | Nombre                    | % des inscrits            | Nombre                   | % des inscrits           |
| Inscrits                                                                       | Inscrits                                                                                     | 69 273                    | 100,00                    | 69 273                   | 100,00                   |
| Abstentions                                                                    | Abstentions                                                                                  | 32 643                    | 47,12                     | 36 273                   | 52,36                    |
| Votants                                                                        | Votants                                                                                      | 36 630                    | 52,88                     | 33 000                   | 47,64                    |
|                                                                                |                                                                                              |                           | % des votants             |                          | % des votants            |
| Bulletins blancs                                                               | Bulletins blancs                                                                             | 319                       | 0,87                      | 1 327                    | 4,02                     |
| Bulletins nuls                                                                 | Bulletins nuls                                                                               | 156                       | 0,43                      | 552                      | 1,67                     |
| Suffrages exprimés                                                             | Suffrages exprimés                                                                           | 36 155                    | 98,70                     | 31 121                   | 94,31                    |
|                                                                                |                                                                                              |                           |                           |                          |                          |
| Candidat Étiquette politique (partis et alliances)                             | Candidat Étiquette politique (partis et alliances)                                           | Voix                      | % des exprimés            | Voix                     | % des exprimés           |
|                                                                                |                                                                                              |                           |                           |                          |                          |
|                                                                                | Laurianne Rossi La République en marche !                                                    | 13 895                    | 38,43                     | 16 287                   | 52,33                    |
|                                                                                | Yasmine Boudjenah Parti communiste français (La France insoumise)                            | 7 957                     | 22,01                     | 14 834                   | 47,67                    |
|                                                                                | Julie Sommaruga (députée sortante) Parti socialiste                                          | 5 237                     | 14,48                     |                          |                          |
|                                                                                | Philippe Parain Union des démocrates et indépendants (Les Républicains)                      | 3 736                     | 10,33                     |                          |                          |
|                                                                                | Julia Carrasco Front national                                                                | 2 051                     | 5,67                      |                          |                          |
|                                                                                | Carmelina de Pablo Europe Écologie Les Verts                                                 | 1 284                     | 3,55                      |                          |                          |
|                                                                                | Sandra Guyomard Divers (Parti animaliste)                                                    | 566                       | 1,57                      |                          |                          |
|                                                                                | François Lemétais Divers (Union populaire républicaine)                                      | 344                       | 0,95                      |                          |                          |
|                                                                                | Agathe Martin Lutte ouvrière                                                                 | 259                       | 0,72                      |                          |                          |
|                                                                                | Saïd Oujibou Divers droite (Parti chrétien-démocrate)                                        | 220                       | 0,61                      |                          |                          |
|                                                                                | Lionel Cudennec Divers (Parti du vote blanc)                                                 | 185                       | 0,51                      |                          |                          |
|                                                                                | Wilfried Serre Divers droite (Résistons)                                                     | 133                       | 0,37                      |                          |                          |
|                                                                                | Dominique Teixeira Extrême gauche (Parti ouvrier indépendant démocratique)                   | 114                       | 0,32                      |                          |                          |
|                                                                                | Stéphane Tauthui Divers droite                                                               | 97                        | 0,27                      |                          |                          |
|                                                                                | Aze-Dine El-Bouzaïdi Cheikhi Écologiste (Mouvement 100 % - Alliance écologiste indépendante) | 73                        | 0,20                      |                          |                          |
|                                                                                | Pascal Ramonet Divers (Parti pirate)                                                         | 4                         | 0,01                      |                          |                          |
| Source : Ministère de l'Intérieur - Onzième circonscription des Hauts-de-Seine |                                                                                              |                           |                           |                          |                          |

### Élections de 2022
Les élections législatives françaises de 2022 ont lieu les dimanches 12 et 19 juin 2022.
|                                                    |                                                                                      |                           |                           |                          |                          |
|                                                    |                                                                                      | Premier tour 12 juin 2022 | Premier tour 12 juin 2022 | Second tour 19 juin 2022 | Second tour 19 juin 2022 |
|                                                    |                                                                                      |                           |                           |                          |                          |
|                                                    |                                                                                      | Nombre                    | % des inscrits            | Nombre                   | % des inscrits           |
| Inscrits                                           | Inscrits                                                                             | 70 778                    | 100                       | 70 797                   | 100                      |
| Abstentions                                        | Abstentions                                                                          | 33 502                    | 47,33                     | 33 531                   | 47,36                    |
| Votants                                            | Votants                                                                              | 37 276                    | 52,67                     | 37 266                   | 52,64                    |
|                                                    |                                                                                      |                           | % des votants             |                          | % des votants            |
| Bulletins blancs                                   | Bulletins blancs                                                                     | 679                       | 1,82                      | 1 060                    | 2,84                     |
| Bulletins nuls                                     | Bulletins nuls                                                                       | 227                       | 0,61                      | 442                      | 1,19                     |
| Suffrages exprimés                                 | Suffrages exprimés                                                                   | 36 370                    | 97,57                     | 35 764                   | 95,97                    |
|                                                    |                                                                                      |                           |                           |                          |                          |
| Candidat Étiquette politique (partis et alliances) | Candidat Étiquette politique (partis et alliances)                                   | Voix                      | % des exprimés            | Voix                     | % des exprimés           |
|                                                    |                                                                                      |                           |                           |                          |                          |
|                                                    | Aurélien Saintoul Nouvelle Union populaire écologique et sociale La France insoumise | 16 359                    | 44,98                     | 19 583                   | 54,76                    |
|                                                    | Laurianne Rossi* Ensemble                                                            | 13 132                    | 36,11                     | 16 181                   | 45,24                    |
|                                                    | Juliette Chatelain Rassemblement national                                            | 2 817                     | 7,75                      |                          |                          |
|                                                    | Florence Lévêque Reconquête                                                          | 1 769                     | 4,86                      |                          |                          |
|                                                    | Dominique Chantal Broussaudier Parti animaliste                                      | 880                       | 2,42                      |                          |                          |
|                                                    | Franck Rollot Lutte ouvrière                                                         | 382                       | 1,05                      |                          |                          |
|                                                    | Mustapha Sehili Union des démocrates musulmans français                              | 341                       | 0,94                      |                          |                          |
|                                                    | Philippe Geoffre Parti ouvrier indépendant démocratique                              | 244                       | 0,64                      |                          |                          |
|                                                    | Xavier Chiarelli Nouveau Parti anticapitaliste                                       | 237                       | 0,65                      |                          |                          |
|                                                    | Philippe Ponge Sans étiquette                                                        | 209                       | 0,57                      |                          |                          |
| * Députée sortante                                 |                                                                                      |                           |                           |                          |                          |

### Élections de 2024
|                          | Aurélien Saintoul        | LFI (NFP)                   | NFP                      | 25 031 | 50,14 |  |  |
|                          | Laurianne Rossi          | RE                          | ENS                      | 15 036 | 30,12 |  |  |
|                          | Juliette Chatelain       | RN                          | RN                       | 6 737  | 13,49 |  |  |
|                          | Éric Roux                | DVC                         | DVC                      | 1 039  | 2,08  |  |  |
|                          | Renaud Couzin            | EQ                          | ECO                      | 797    | 1,60  |  |  |
|                          | Suzanne Baclet           | REC                         | REC                      | 491    | 0,98  |  |  |
|                          | Franck Rallot            | LO                          | EXG                      | 281    | 0,56  |  |  |
|                          | Olivier Gardent          | Parti des travailleurs (PT) | DVG                      | 196    | 0,39  |  |  |
|                          | Xavier Chiarelli         | NPA-R                       | EXG                      | 161    | 0,32  |  |  |
|                          | Philippe Ponge           | DVG                         | DVG                      | 154    | 0,31  |  |  |
|                          |                          |                             |                          |        |       |  |  |
| Suffrages exprimés       | Suffrages exprimés       | Suffrages exprimés          | Suffrages exprimés       | 49 923 | 98,12 |  |  |
| Votes blancs             | Votes blancs             | Votes blancs                | Votes blancs             | 647    | 1,27  |  |  |
| Votes nuls               | Votes nuls               | Votes nuls                  | Votes nuls               | 312    | 0,61  |  |  |
| Total                    | Total                    | Total                       | Total                    | 50 882 | 100   |  |  |
| Abstention               | Abstention               | Abstention                  | Abstention               | 20 777 | 28,99 |  |  |
| Inscrits / participation | Inscrits / participation | Inscrits / participation    | Inscrits / participation | 71 659 | 71,01 |  |  |

Aurélien Saintoul est élu dès le premier tour en collectant 50,12% des voix exprimées.

## Pour approfondir